# Per Berg
Per Berg (18 febbraio 1945) è un ex calciatore norvegese, di ruolo difensore.

## Carriera
Proveniente dal Frogner, Berg è passato al Lillestrøm nel 1964 e vi è rimasto fino al 1979. Durante la sua militanza in squadra, il Lillestrøm è passato dalla 3. divisjon alla 1. divisjon e successivamente Berg ha contribuito alle vittorie finali del campionato 1976 e 1977 e del Norgesmesterskapet 1977 e 1978. In virtù di questi risultati, il 13 settembre 1978 ha giocato la prima partita nell'edizione stagionale della Coppa dei Campioni: è stato schierato titolare nel pareggio per 0-0 maturato sul campo del Linfield. Nel 1980 è passato all'Aurskog, mentre nel 1981 è stato in forza allo Skedsmo. Ha giocato 254 partite di campionato con questa maglia, con 31 reti all'attivo.

## Palmarès

### Club
- Campionato norvegese: 2

Lillestrøm: 1976, 1977
- Coppa di Norvegia: 2

Lillestrøm: 1977, 1978